# Nadezhdiella
Nadezhdiella is een kevergeslacht uit de familie van de boktorren (Cerambycidae). De wetenschappelijke naam van het geslacht werd voor het eerst geldig gepubliceerd in 1931 door Plavilstshikov.

## Soorten
Nadezhdiella omvat de volgende soorten:
- Nadezhdiella cantori (Hope, 1843)
- Nadezhdiella fulvopubens (Pic, 1933)
- Nadezhdiella japonica Hayashi, 1972
- Nadezhdiella spadix Holzschuh, 2005